# Bia de Lima
Maria Euzébia de Lima, conhecida como Bia de Lima (Serranópolis, 26 de novembro de 1964) é uma pedagoga e política brasileira, filiada ao Partido dos Trabalhadores (PT).
Nas eleições de 2022, foi eleita deputada estadual em Goiás com 24.391 votos (0,63% dos votos válidos). Foi eleita vereadora por dois mandatos em Jataí (1997-2000 e 2001-2004). É presidente da Central Única dos Trabalhadores (CUT), em Goiás, e do Sindicato dos Trabalhadores em Educação de Goiás (Sintego), em concomitância ao seu cargo de deputada estadual de Goiás.